# ناوكو هاشيموتو
ناوكو هاشيموتو (11 يوليو 1984 في اليابان - ) هي لاعبة كرة طائرة يابانية في مركز ممرر ‏. شاركت في جائزة كرة الطائرة الكبرى العالمية 2013 ‏. ولعبت مع Rote Raben Vilsbiburg ‏.

## وصلات خارجية
- ناوكو هاشيموتو على موقع الاتحاد الأوروبي (الإنجليزية)
- ناوكو هاشيموتو على موقع عالم الكرة الطائرة (الإنجليزية)
- ناوكو هاشيموتو على موقع دوري الدرجة الأولى الإيطالي للكرة الطائرة - سيدات (الإيطالية)
- ناوكو هاشيموتو على موقع الدوري الياباني (مؤرشف) (اليابانية)